# 竹内徳治
竹内 徳治（たけうち とくじ、1899年（明治32年）11月1日 - 1991年（平成3年）5月10日）は、日本の大蔵官僚。官選香川県知事。

## 経歴
群馬県前橋市出身。竹内清次郎の三男として生まれる。第一高等学校を卒業。1922年11月、高等試験行政科試験に合格。1923年、東京帝国大学法学部政治学科を卒業。大蔵省に入省し主計局属となる。
以後、財務書記（英仏駐在）、司税官、主計官を歴任。1935年、対満事務局経済課長に就任。さらに、企画院第五部長、拓務省殖産局長、内務省管理局長、東北興業副総裁を務める。
1946年1月、香川県知事に就任し四国地方行政事務局長官を兼務した。県下の治安維持に尽力。同年6月に知事を辞任。公職追放となった。
その後、三光汽船 (株) 監査役、同顧問、日本長期信用銀行監査役などを務めた。

## 親族
妻・千栄は味の素創業家鈴木忠治の長女。

## 栄典
外国勲章佩用允許
- 1944年（昭和19年）6月23日 - 満州国国勢調査紀念章[5]